# Norbert Nachtweih
Norbert Nachtweih (Sangerhausen, 4 giugno 1957) è un ex calciatore tedesco, di ruolo difensore.

## Carriera
Nachtweih scappò dalla Germania Est - assieme al compagno di squadra Jürgen Pahl - nel corso della stagione 1976-1977, sfruttando una partita in trasferta in Turchia con la sua Nazionale Under-21 per non fare più ritorno in patria. Dopo un anno di squalifica imposto dalla FIFA poté tornare a giocare in Germania Ovest, all'Eintracht Francoforte, con cui vinse una Coppa UEFA nel 1980 ed una Coppa di Germania nel 1981. Passò poi al Bayern Monaco con cui vinse quattro volte la Bundesliga (1984-1985, 1985-1986, 1986-1987, 1988-1989) e due volte la Coppa di Germania (1983-1984, 1985-1986).

## Palmarès

### Club

#### Competizioni nazionali
- Coppa di Germania: 3

Eintracht Francoforte: 1980-1981
Bayern Monaco: 1983-1984, 1985-1986
- Campionato tedesco: 4

Bayern Monaco: 1984-1985, 1985-1986, 1986-1987, 1988-1989
- Supercoppa di Germania: 1

Bayern Monaco: 1987

#### Competizioni internazionali
- Coppa UEFA: 1

Eintracht Francoforte: 1979-1980